# Lutheran Church in America
Die Lutheran Church in America (LCA) war eine lutherische Kirche, die vor allem die östlichen Bundesstaaten und den Mittleren Westen der USA sowie die atlantischen Provinzen Kanadas umfasste und die von 1962 bis 1986 bestand. Der Sitz der Kirchenleitung befand sich in New York City.
Die Kirchenmitglieder stammten zu einem großen Teil von Immigranten ab, die aus Deutschland, Schweden, dem heutigen Tschechien, der heutigen Slowakei, Dänemark und Finnland in die USA eingewandert waren.

## Geschichte

### Gründung
In den späten 1950er und frühen 1960er Jahren bewegten sich viele der zuvor unabhängigen lutherischen Kirchen der USA aufeinander zu, um eine größere Einheit zu bilden. So bildeten beispielsweise im Jahr 1960 eine Reihe solcher vormals selbstständigen Kirchen die American Lutheran Church.
Auch die LCA bildete sich in der Folge dieses Prozesses. Sie entstand 1962 durch den Zusammenschluss der folgenden, zuvor selbstständigen, lutherischen Kirchen:
- Die United Lutheran Church in America (ULCA), die 1918 durch den Zusammenschluss dreier unabhängiger deutsch-amerikanischer Synodalverbände entstanden war, nämlich der General Synod, des General Council und der United Synod of the South. Ihr traten später einige Synodalverbände mit slowakischen und isländischen Wurzeln bei, wodurch sie eine der ersten lutherischen Kirchen in den USA wurde, die sich über verschiedene Herkunftsländer ihrer Mitglieder erstreckte. Aus dieser Denomination, zu jener Zeit die größte lutherische Kirche in den USA, kam die überwiegende Anzahl der LCA-Mitglieder.
- Die Finnish Evangelical Lutheran Church of America (Suomi Synod), die 1890 gegründet wurde.
- Die American Evangelical Lutheran Church, eine aus dem dänischen Luthertum stammende Kirche, die 1872 begründet wurde.
- Die Augustana Evangelical Lutheran Church, die ihre Wurzeln in der schwedischen Tradition hatte und 1860 gegründet wurde.

Maßgeblicher Initiator dieser Vereinigung war Franklin Clark Fry, seit 1944 Präsident der United Lutheran Church in America und seit 1957 Präsident des Lutherischen Weltbundes. Die feierliche Gründung fand auf einer Kirchenkonferenz am 28. Juni 1962 in Detroit, Michigan statt. Von Beginn an war die LCA die größte lutherische Kirche in den Vereinigten Staaten.

### Zusammenschluss mit der ELCIC und der ELCA
Die LCA war Mitbegründerin des Lutheran Council in the United States of America, der seine Arbeit am 1. Januar 1967 aufnahm.
Am 1. Januar 1986 schlossen sich die drei auf kanadischem Territorium liegenden Synodalbezirke der LCA der Evangelical Lutheran Church of Canada an und bildeten mit ihr die Evangelical Lutheran Church in Canada. Am 1. Januar 1988 vereinigte sich die LCA mit der American Lutheran Church und der Association of Evangelical Lutheran Churches zur Evangelical Lutheran Church in America (ELCA), die heute (2022) die größte lutherische Kirche in den USA ist. Im Jahr 1986 umfasste die LCA 5.832 Kirchengemeinden mit 2.896.138 Kirchenmitgliedern und 8.586 Pastorinnen und Pastoren, damit war sie die größte lutherische Kirche in den Vereinigten Staaten.

## Positionen
Theologisch war die LCA im Wesentlichen liberal und ökumenisch ausgerichtet, jedoch gab es auch konservative pietistische Strömungen in einigen ländlichen und kleinstädtischen Gemeinden. Die Kirchenstruktur war hierarchisch und zentralistisch, während andere protestantische Kirchen in den USA eine kongregationalistische Position vertraten. Im Hinblick auf ihre Liturgie war sie ihren europäischen Mutterkirchen ähnlicher als die American Lutheran Church.
Die LCA war die erste lutherische Kirche Nordamerikas, die mit der Ordination von Elizabeth Platz im November 1970 eine Frau zum geistlichen Amt ordinierte. Bei einer 1970 unter 4745 lutherischen Erwachsenen durchgeführten Umfrage sprachen sich 75 % der Befragten, die der LCA angehörten, für die Ordination von Frauen aus, bei Mitgliedern der American Lutheran Church waren es 66 % und bei Anhängern der Missouri Synod 45 %. Später war sie die erste lutherische Kirche in den USA, die eine afro-amerikanische Frau (Earlean Miller, 1979), eine Latina (Lydia Rivera Kalb, 1979) und eine asiatischstämmige Amerikanerin (Asha George-Guiser, 1982) zu Pastorinnen ordinierte.

## Präsidenten und Bischöfe
- 1962–1968 Franklin Clark Fry
- 1968–1978 Robert J. Marshall
- 1978–1987 James R. Crumley Jr.

Der Titel der Leitenden Geistlichen wurde 1980 von „Präsident“ in „Bischof“ geändert.